# Duemila grotte
Duemila grotte (sottotitolo Quarant'anni di esplorazioni nella Venezia Giulia) è un saggio di speleologia di Luigi Vittorio Bertarelli ed Eugenio Boegan del 1926. Per anni punto di riferimento nella speleologia moderna rimane ancora oggi un esempio di monografia speleologica regionale ed è sempre stato un libro molto ambito dai grottisti triestini. La seconda edizione del 1986 è la ristampa anastatica della prima edizione del 1926, in quanto durante la seconda guerra mondiale un bombardamento distrusse le matrici rendendo impossibile una ristampa.

## Descrizione

### Contenuti
Il libro è composto di due parti principali.
La prima parte costituisce un manuale di speleologia, ed illustra i seguenti argomenti: il fenomeno carsico, la flora cavernicola, la fauna delle caverne, paleontologia e paletnologia delle grotte del Carso, la tecnica delle esplorazioni, come si fa il rilievo di una grotta, la fotografia nelle grotte, le grotte di guerra, le indagini sull'origine delle acque sotterranee, terminologia speleologica.
La seconda parte costituisce l'inventario delle grotte della Venezia Giulia, nell'estensione che questa regione aveva tra le due guerre mondiali. Riporta mappe, descrizioni, localizzazione, rilievi e foto delle grotte accatastate.

### Autori
Il libro è stato scritto da Luigi Vittorio Bertarelli (Milano, 1859-1926), all'epoca primo presidente del Touring Club Italiano e da Eugenio Boegan (Trieste, 1875-1939), presidente della Commissione Grotte della Società Alpina delle Giulie di Trieste.

## Edizioni
- Luigi Vittorio Bertarelli ed Eugenio Boegan, Duemila grotte, 1ª ed., Milano, Touring Editore, 1926, SBN LO10249460.
- Luigi Vittorio Bertarelli ed Eugenio Boegan, Duemila grotte, 2ª ed., Trieste, B. & M.M. Fachin, 1986. URL consultato il 10 giugno 2015.